# Eric Trump
Eric Frederick Trump (n. 6 ianuarie 1984, New York City, New York, SUA) este un om de afaceri american, filantrop și fostă personalitate TV. El este al treilea copil și al doilea fiu al fostului președinte al Statelor Unite, Donald Trump și Ivana Trump. Alături de fratele sau mai mare Donald Trump Jr., el servește drept administrator al The Trump Organization. Vicepreședinte executiv al firmei, Eric Trump conduce, împreună cu fratele său, compania. Din 2007 până în 2016, a fondat și a condus Fundația Eric Trump, o organizație de caritate care a strâns bani pentru St. Jude Children's Research Hospital.

## Legături externe
- Materiale media legate de Eric Trump la Wikimedia Commons
- Apariții pe C-SPAN